# Condylocarpon guyanense
Genre
Classification APG III (2009)
Condylocarpon guyanense est une espèce de plantes à fleurs de la famille des Apocynaceae. C'est l'espèce type du genre Condylocarpon Desf.. C'est une liane néotropicale plutôt rare.
Le nom Condylocarpon signifie fruit articulé (carpon, du grec « καρπός » - fruit, et condylo-, du grec « κόνδυλος » - articulation).
Elle est connue en Guyane sous le nom de ɨpokasili sili (Wayãpi - NB : nom partagé avec Odontadenia nitida, Odontadenia puncticulosa et Mesechites trifida).

## Description
Condylocarpon guyanense est une liane ligneuse atteignant jusqu'à 10 m de long. Ses tiges sont cylindriques, brun rougeâtre, lenticellées, et pubérulentes (pour les plus jeunes parties). 
Les feuilles sont verticillées par 3.
Le pétiole est long de 1,2 à 1,8 cm.
Le limbe est glabre, membraneux à subcoriace, de couleur vert pâle à vert foncé, et mesure 9-13 x 3-4,5 cm.
La nervation est réticulée avec des nervures secondaires et tertiaires visibles sur la face abaxiale. 
L'inflorescence lâche est plus longue que les feuilles. 
Le fleurs sont subsessiles.
Le calice est vert pâle, pubescent, cilié.
Le corolle de couleur jaune crème à orange, comporte un tube long d'environ 0,15 cm, des lobes longs d'environ 0,1 cm, strié de rouge-brun à la gorge, avec des appendices lorés.
Les anthères sont lancéolées.
L'ovaire est glabre, conique, long d'environ 0,05 cm, avec un style très court et un stigmate orbiculaire.
Le fruit est une paire de follicules brun rougeâtre, glabres, longs d'environ 1,5 à 2,5 cm sur 0,7 cm de large, articulés en 1 à 5 segments indéhiscents, contenant chacun une seule graine.
Les graines sont brunes, longues d'environ 1 cm, et portent une radicule aussi longue que les cotylédons.

## Répartition
Condylocarpon guyanense est endémique du plateau des Guyanes. On l'a rencontré au Guyana, en Guyane et au nord-est du Brésil (Amapá).

## Écologie
Condylocarpon guyanense est une liane de taille moyenne, peu fréquente, poussant dans les clairières des forêts de plaine anciennes.
Elle fleurit en avril-août, et fructifie en septembre-décembre.

## Utilisations
Les Wayãpi ramollissent les feuilles de Condylocarpon guyanense à la flamme, et lorsqu'elles deviennent vert foncé, ils les frottent sur le corps du patient pour lutter contre la fièvre, notamment dans un contexte paludique.

## Chimie
Étonnamment au vu du contexte taxonomique, les analyses n'ont pas pu démontrer la présence d'alcaloïdes dans les feuilles et les tiges.

## Protologue
En 1822, le botaniste Desfontaines propose le protologue suivante : 

« CONDYLOCARPON GUYANENSE.
C. Foliis ternatis , lœvibus , ovato-lanceolatis , acuminatis.
Tiges ligneuses. Rameaux flexibles, noueux à la naissance des feuilles, très-légèrement striés et parsemés de petits tubercules à peine visibles.
Feuilles elliptiques-lancéolées, entières, lisses, persistantes, d'une consistance ferme, opposées trois à trois, à bords repliés en dessous, longues de quatre à cinq pouces, sur un pouce à un pouce et demi de largeur , plus longues que les entre-nœuds, terminées par une pointe allongée, partagées par une nervure longitudinale, saillante en dessous, et d'où naissent d'autres nervures transversales peu apparentes. La surface inférieure est parsemée d'un très-grand nombre de petites écailles rapprochées par groupes irréguliers de différentes grandeurs. Les pétioles sont grêles, longs de quatre à cinq lignes.
Fleurs disposées en corymbes lâches sur des pédoncules axillaires et terminaux.
Fruit. Deux follicules, dont un avorte quelquefois, composés chacun de deux, trois ou quatre lobes oblongs, aplatis, un peu épais, articulés les uns à la suite des autres, rétrécis au point de jonction, longs d'un pouce ou plus sur quatre à cinq lignes de largeur ; ils ne s'ouvrent point, et se séparent à l'époque de la maturité ; chacun de ces lobes renferme une graine grêle, brune, longue de six à huit lignes, un peu aplatie, chagrinée, sans aigrette, libre d'un côté, partagée dans sa longueur par un petit sillon et attachée à la partie moyenne du lobe par un petit prolongement longitudinal et membraneux, qui naît du sillon. Cette graine dont je dois l'analyse à M. Kunth, renferme un embryon renversé, entouré d'un périsperme allongé, charnu, deux cotylédons aigus, droits, en forme d'alène, appliqués l'un contre l'autre par leur face interne, une radicule filiforme, droite et supérieure. »

— René Louiche Desfontaines, 1822.

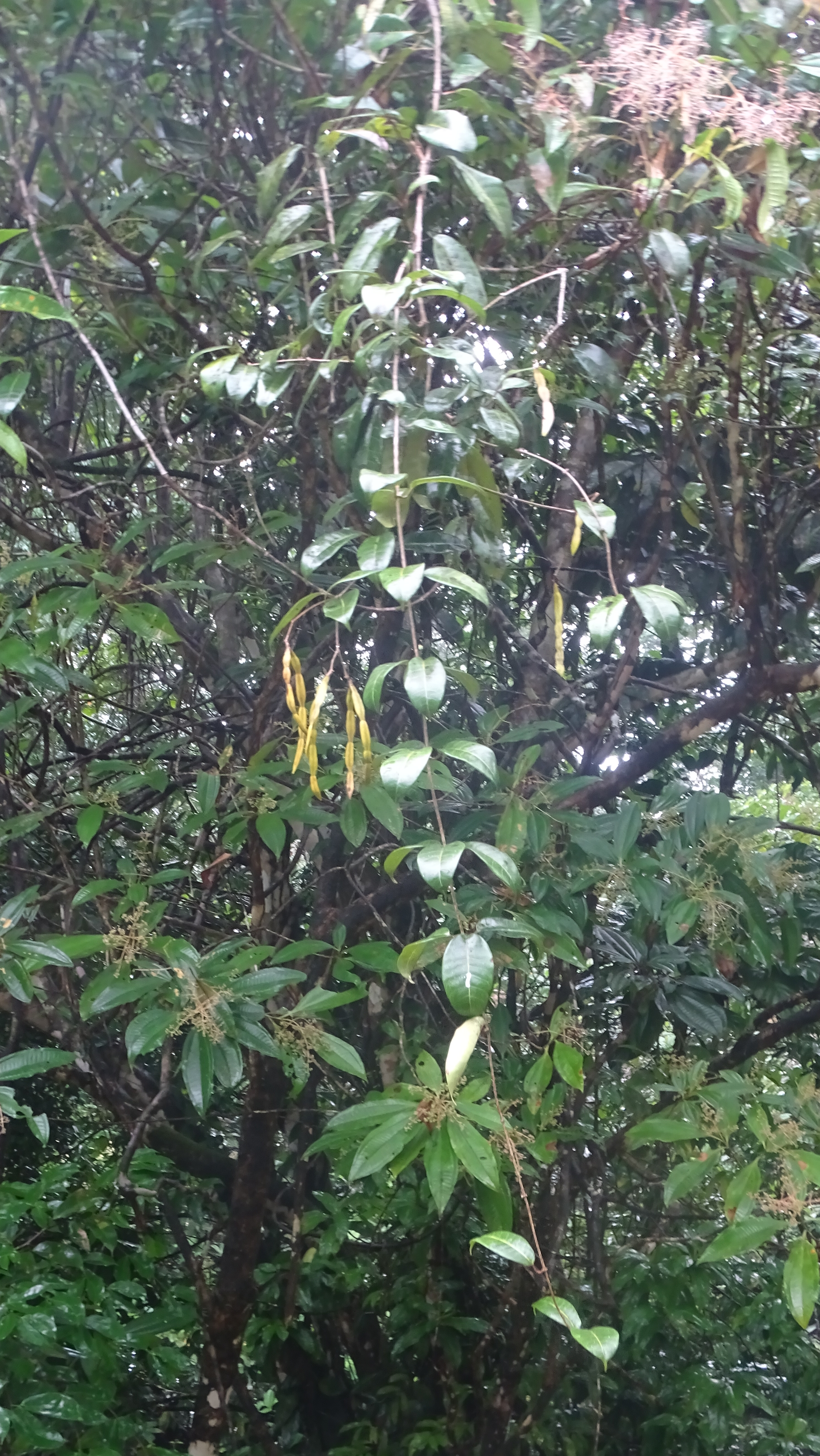
Rameau feuillé et fructifère de Condylocarpon guyanense au bord de la Mataroni (Régina, Guyane)
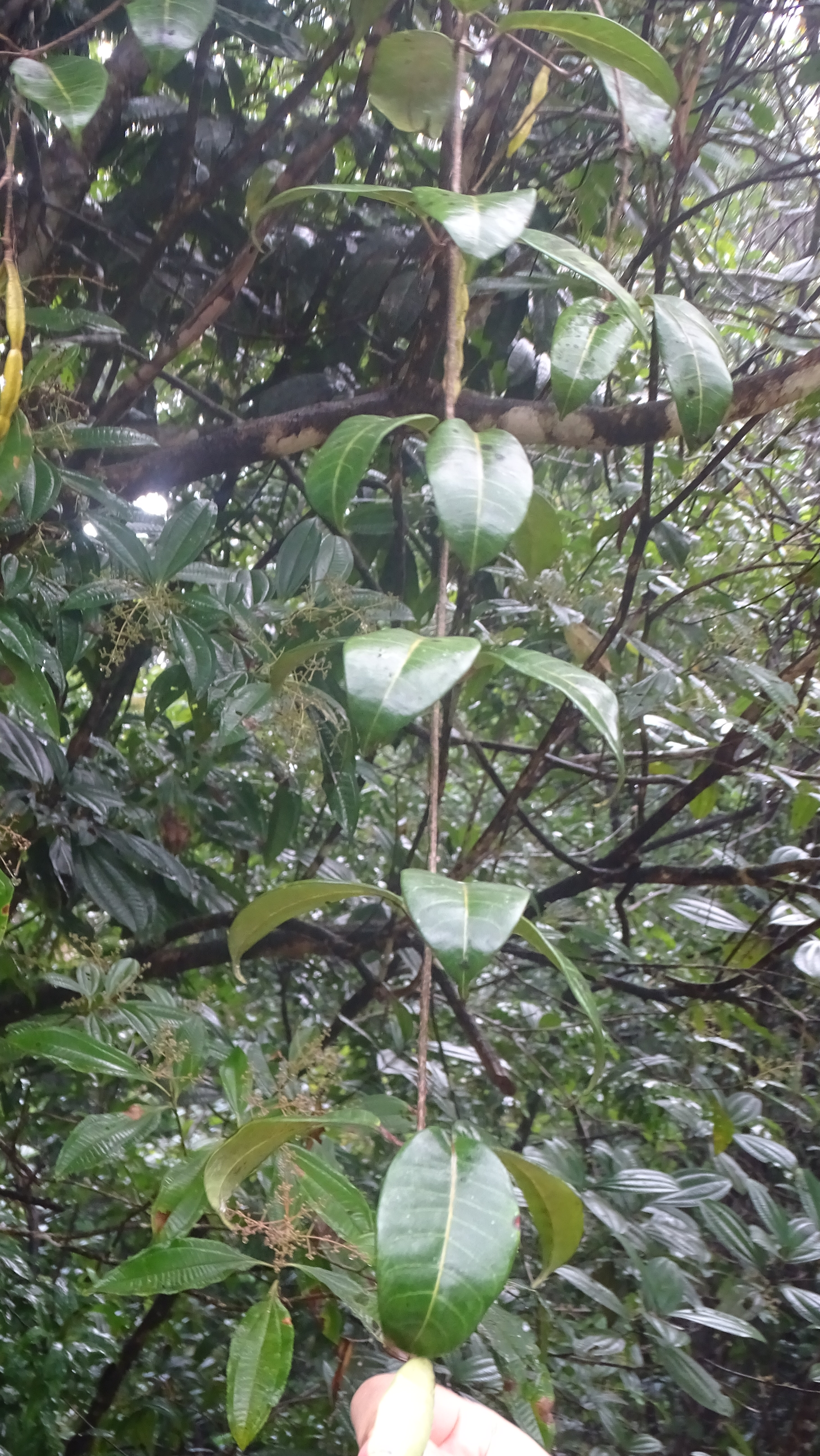
Rameau feuillé de Condylocarpon guyanense
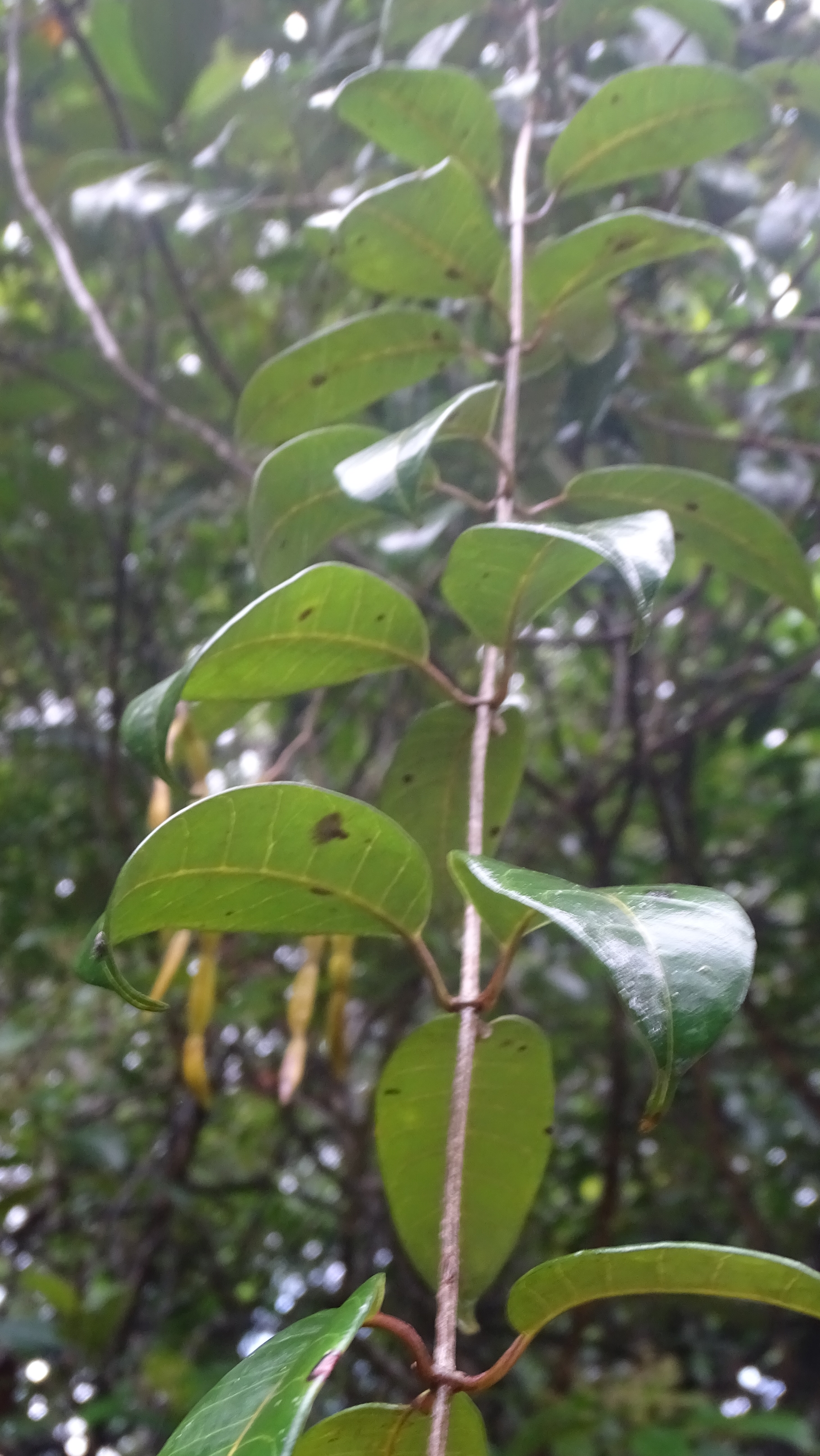
Rameau feuillé de Condylocarpon guyanense
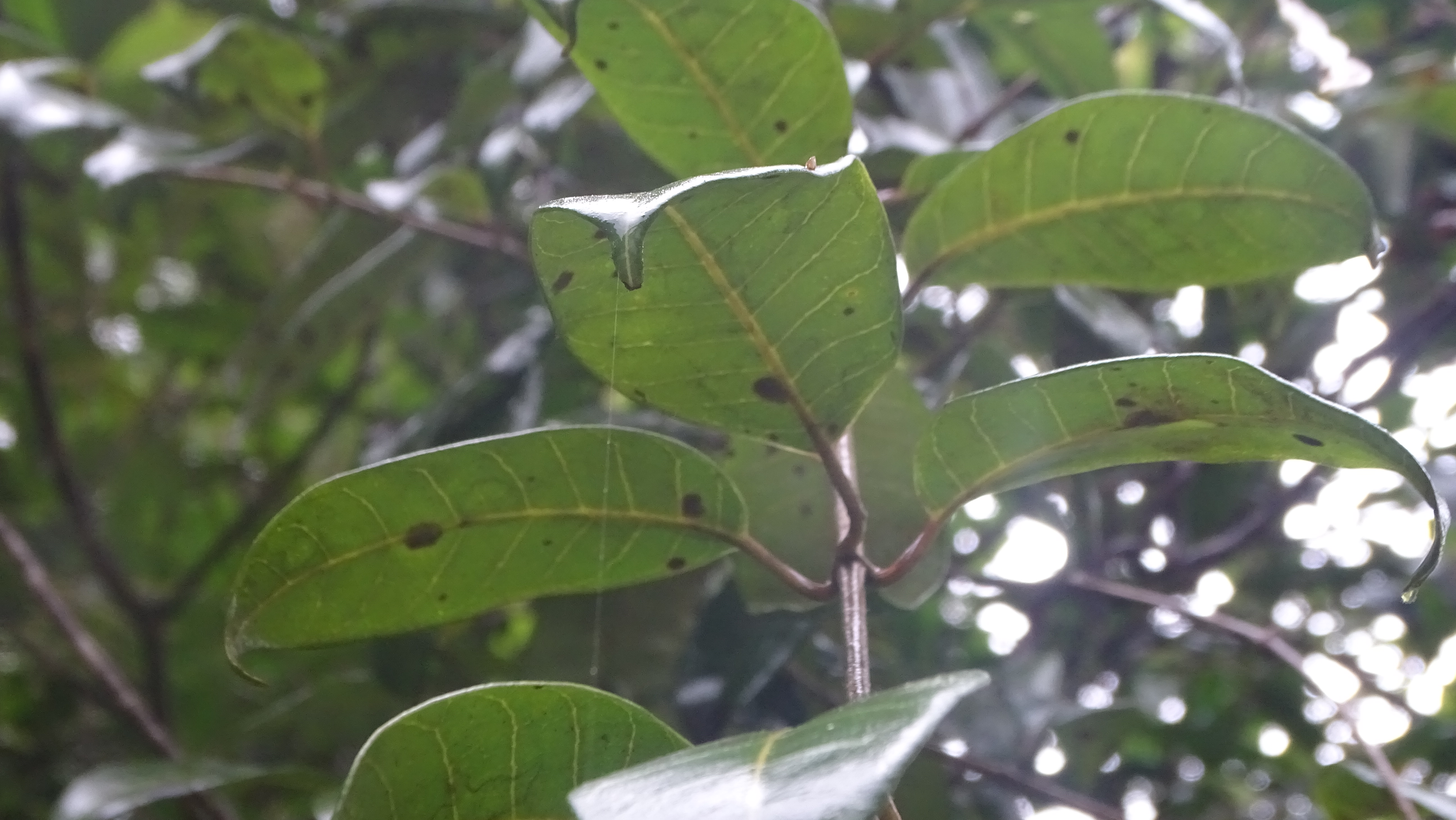
Verticille de feuilles de Condylocarpon guyanense
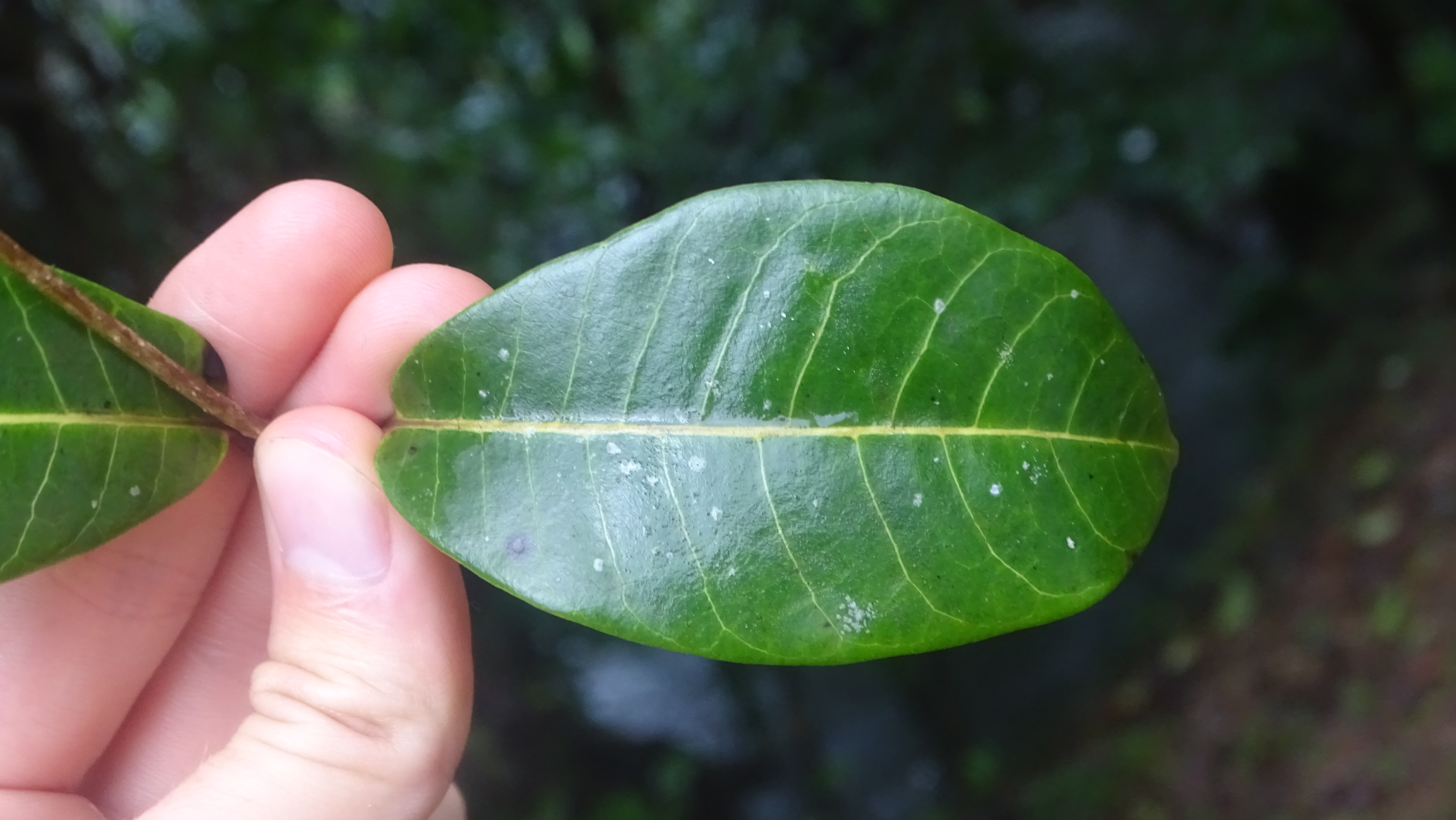
Feuille de Condylocarpon guyanense (face supérieure)
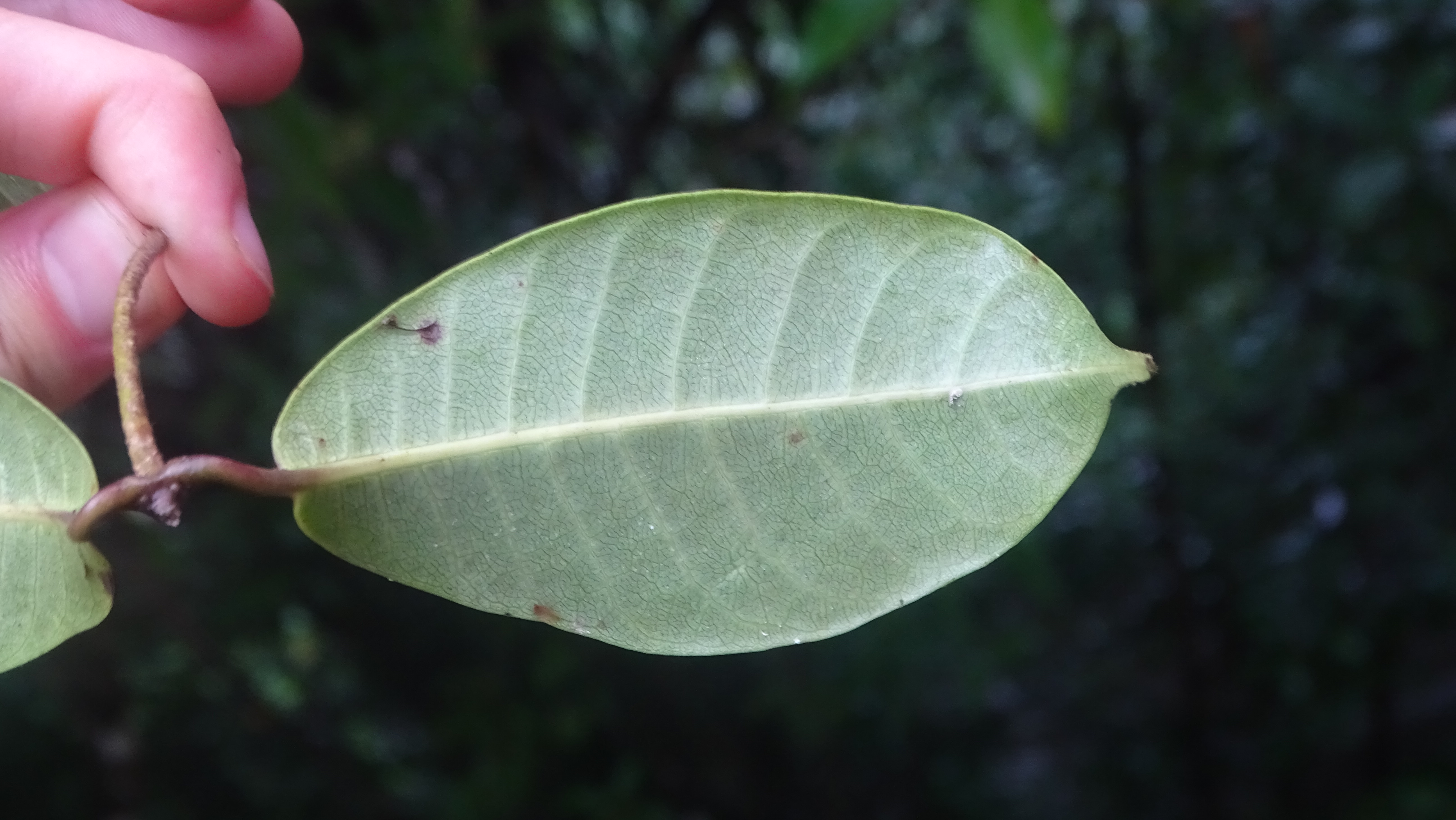
Feuille de Condylocarpon guyanense (face inférieure)
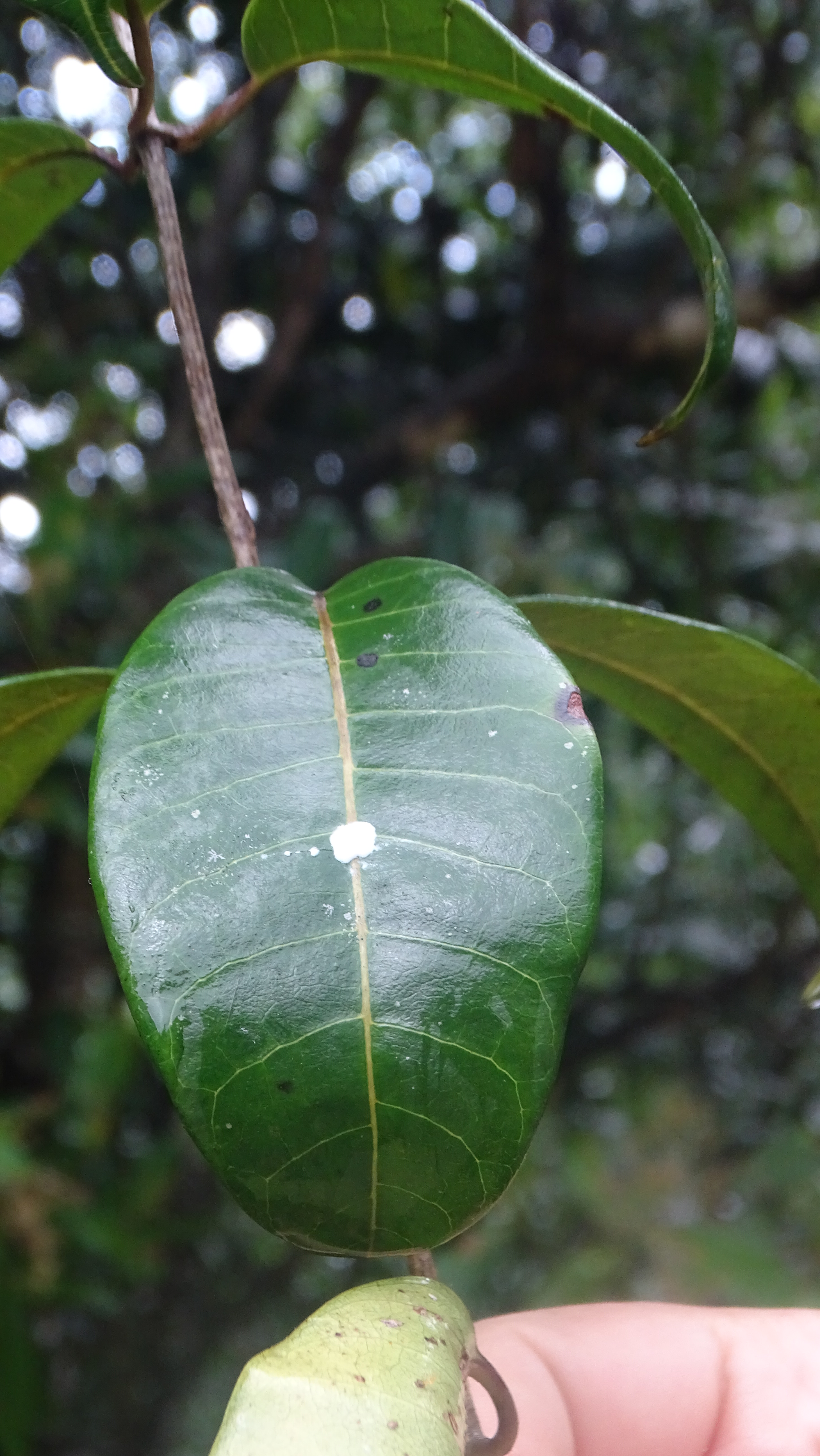
Feuille de Condylocarpon guyanense (face supérieure et latex)
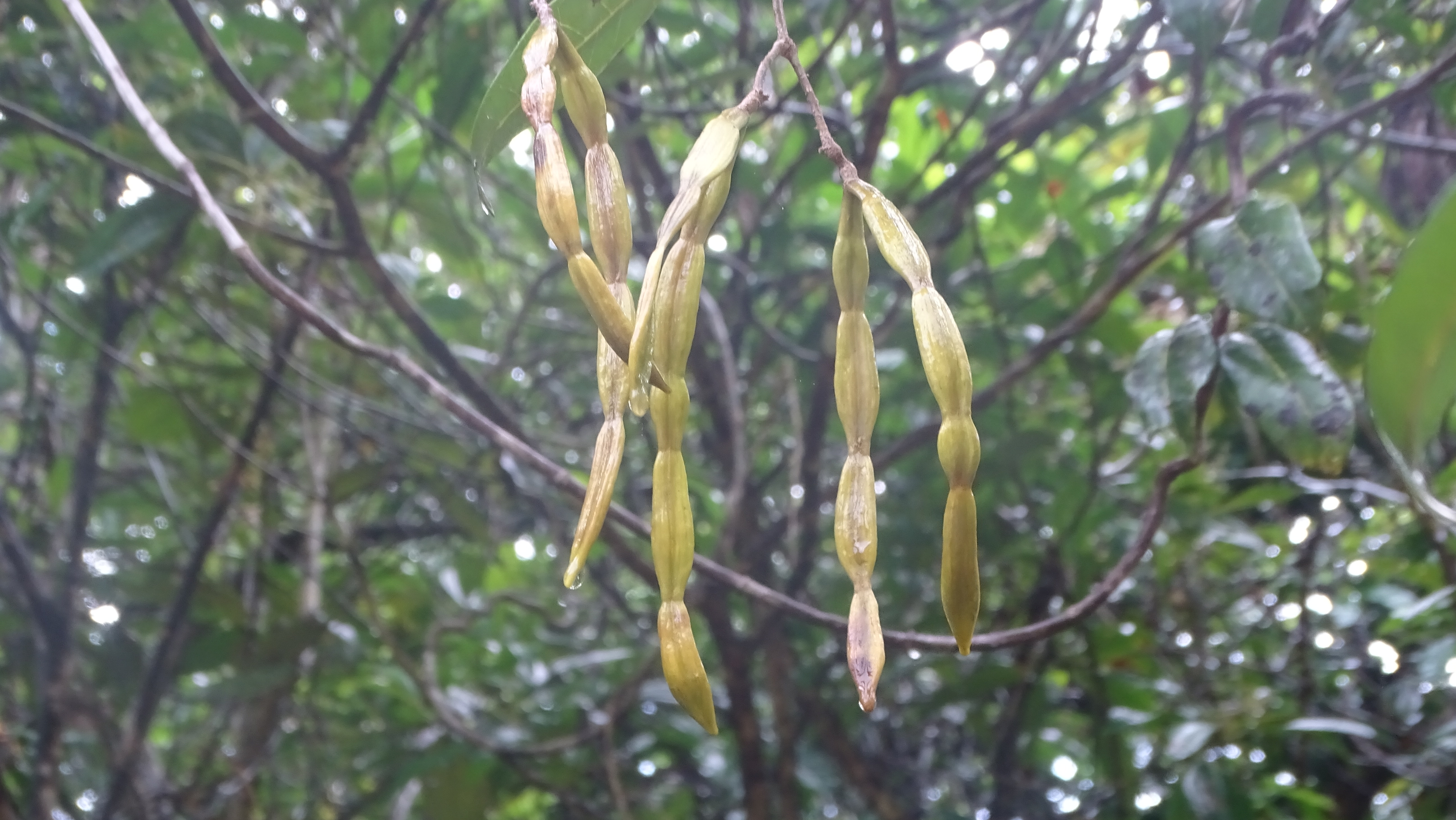
Fruits de Condylocarpon guyanense
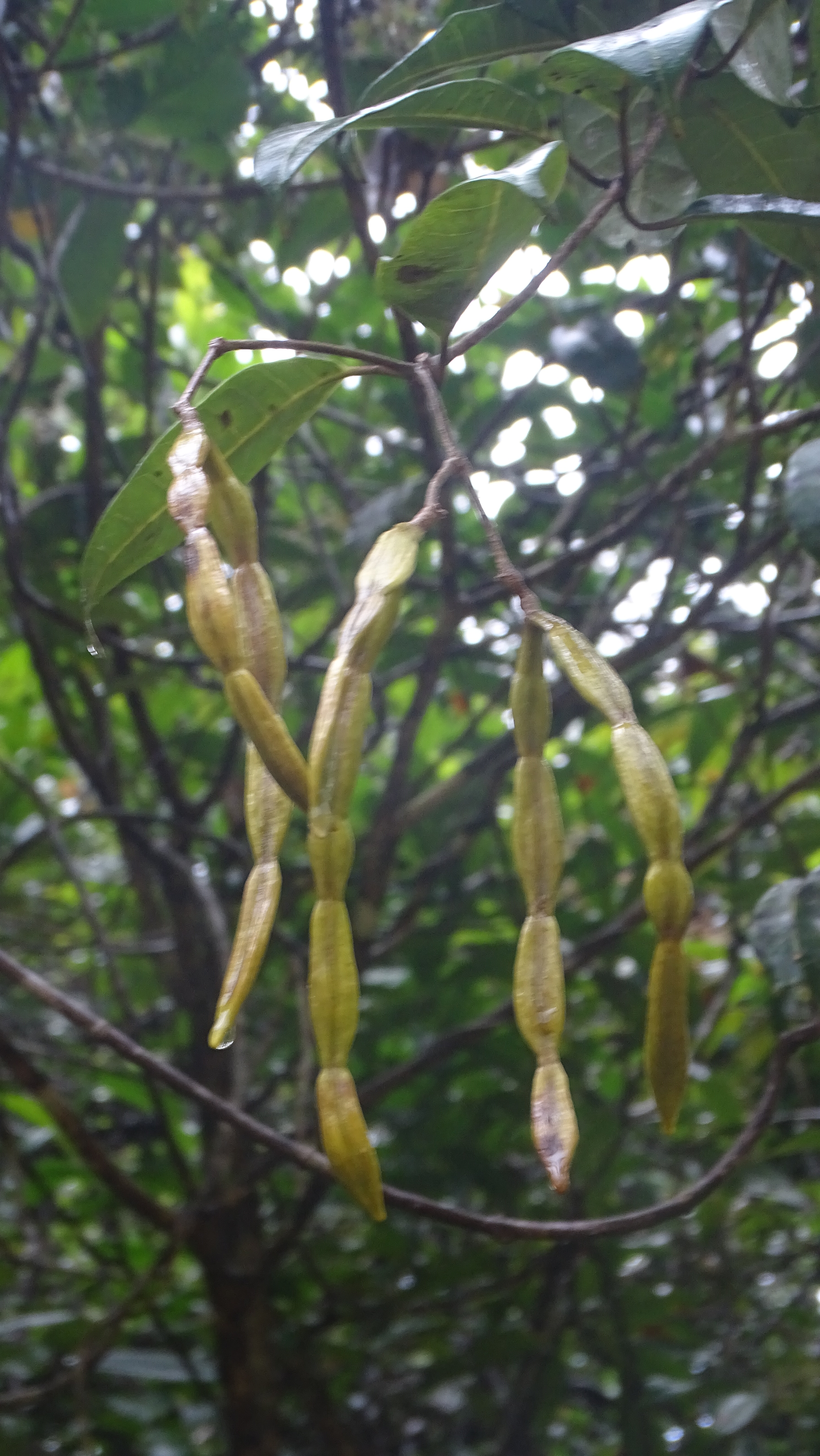
Fruits de Condylocarpon guyanense
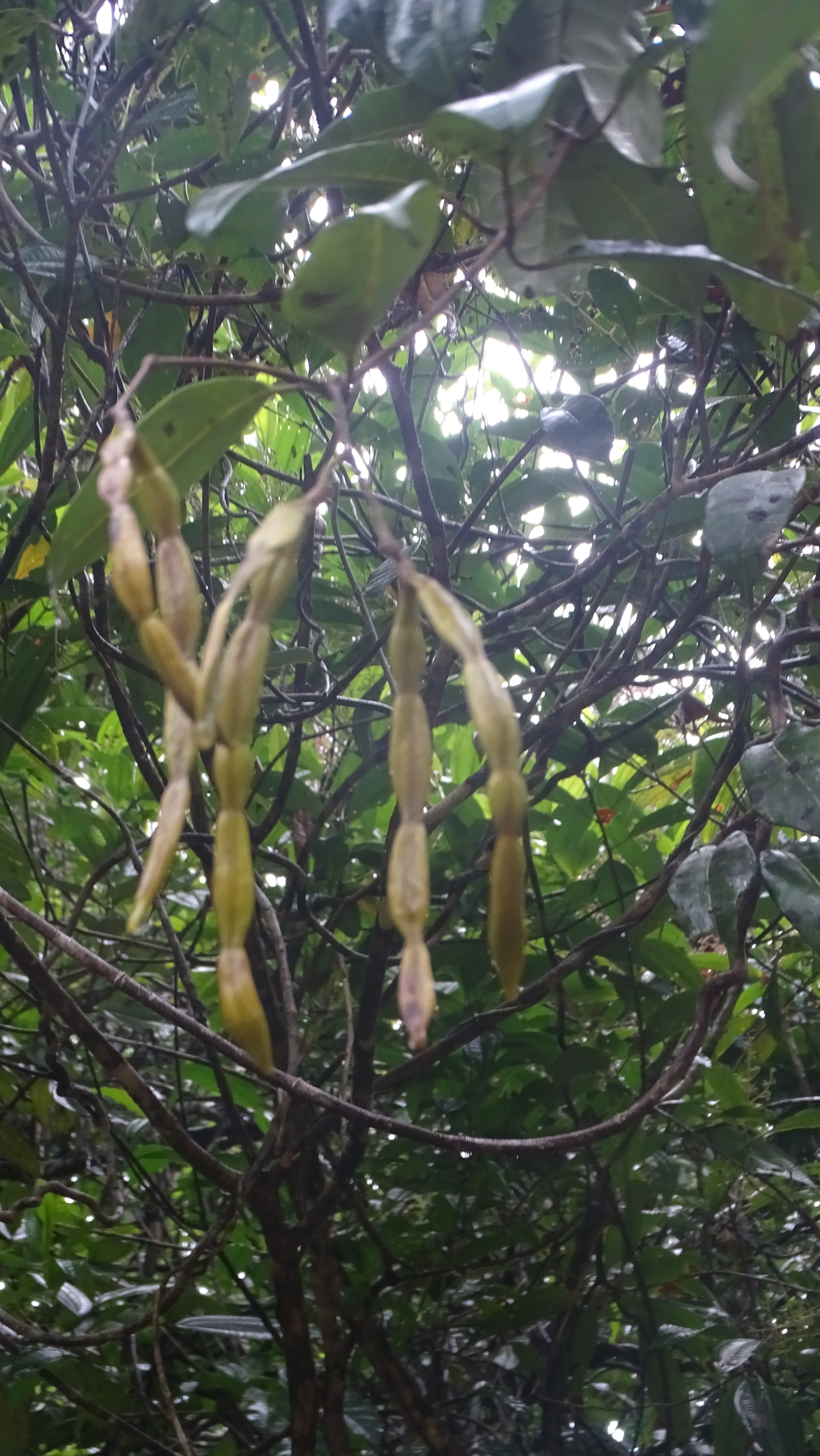
Fruits de Condylocarpon guyanense
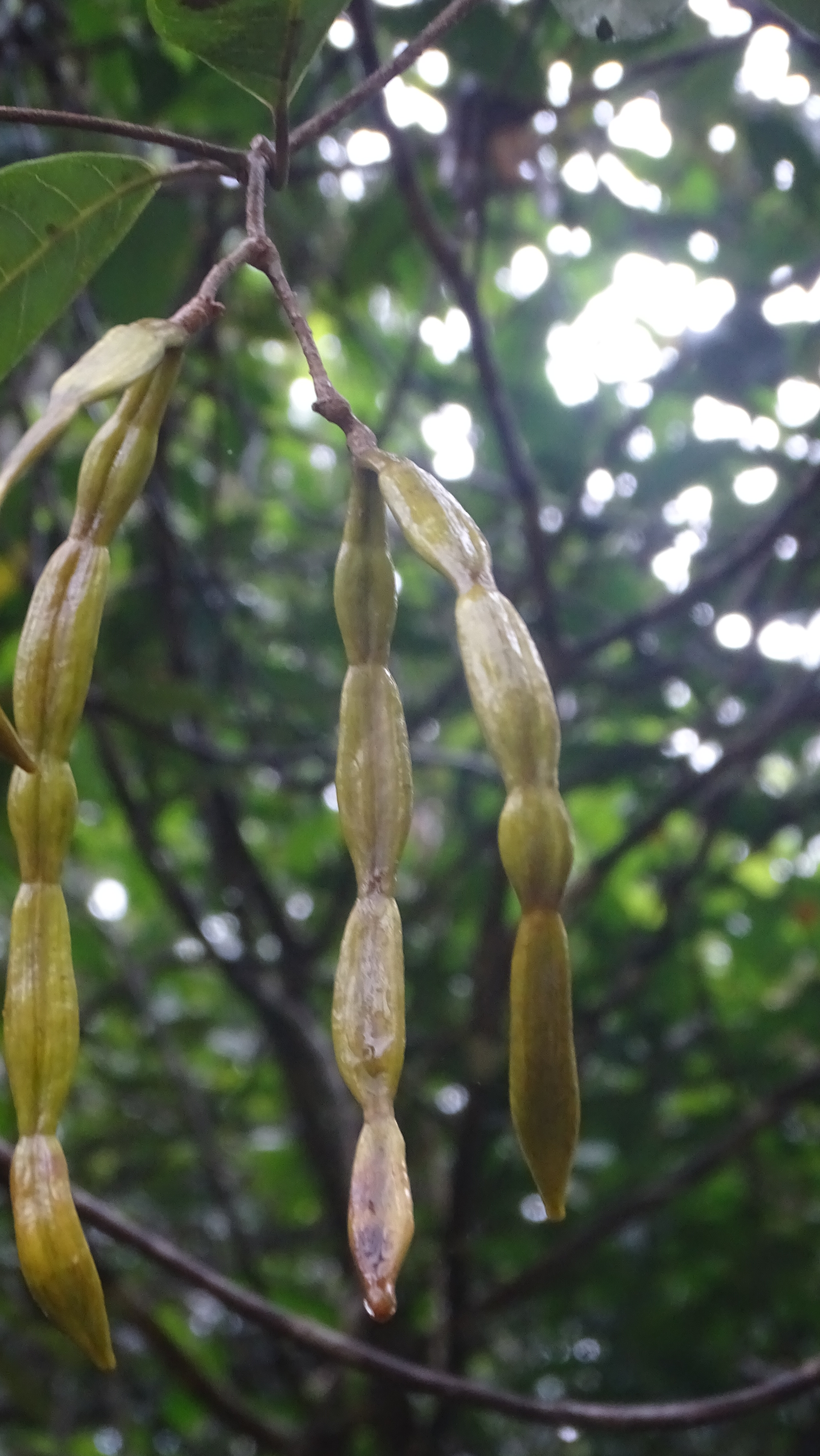
Fruits de Condylocarpon guyanense